# Eygurande-et-Gardedeuil
Eygurande-et-Gardedeuil è un comune francese di 379 abitanti situato nel dipartimento della Dordogna nella regione della Nuova Aquitania.

## Società

### Evoluzione demografica
Abitanti censiti